# جان جی. هوارد
جان جی. هوارد (انگلیسی: John Howard؛ زادهٔ ۱ مارس ۱۹۸۳) ورزشکار هنرهای رزمی ترکیبی اهل ایالات متحده آمریکا است.